# کاخ جهان‌نما
کاخ جهان نما ساری بخشی از مجموعه فرح آباد ساری ساخته شده در دوره شاه عباس صفوی است (حدود ۱۰۲۵ قمری) که در شهر فرح‌آباد واقع در شهر ساری قرار دارد و به مرور زمان و پس از حمله قزاقها تخریب گردید. به دلیل استفاده از هنر شرق و غرب به این نام نامیده شده‌است. از مجموعه فرح آباد ساری هم‌اکنون مسجد آن به دلیل موقعیت مردمی اش باقی مانده است. در سال‌های اخیر کاوش‌های باستان‌شناسی دراین مجموعه آغاز شده‌است.

## نگارخانه
تصاویری از اثر باستانی کاخ جهان‌نما در فرح آباد ساری:

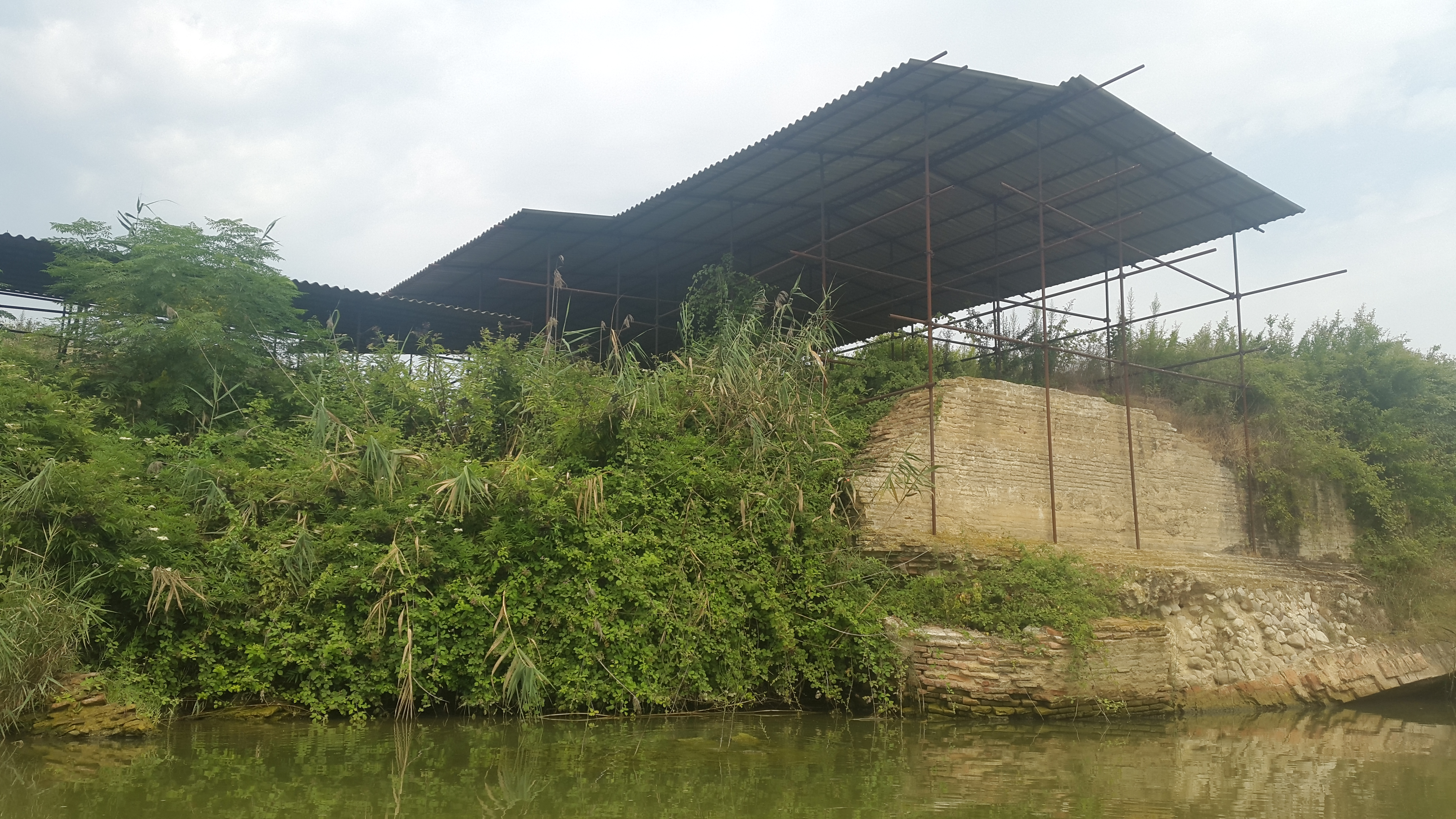
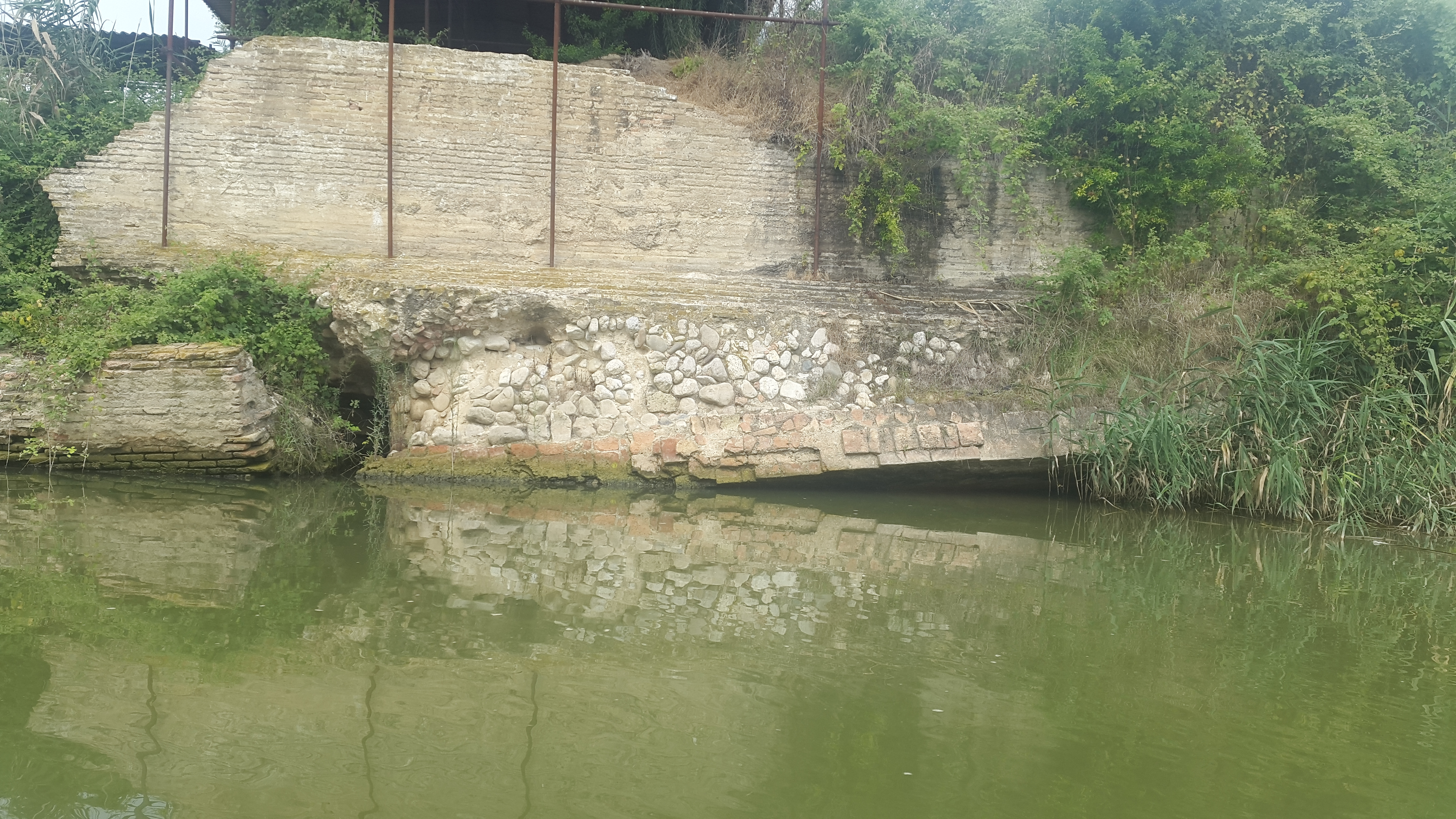

## جستاری‌های وابسته
- مسجد فرح‌آباد
- مجموعه تاریخی فرح‌آباد